# Wereldkampioenschappen baanwielrennen 1990
De wereldkampioenschappen baanwielrennen 1990 werden in augustus 1990 gehouden in de Green Dome in de Japanse stad Maebashi. Er stonden vijftien onderdelen op het programma, drie voor vrouwen en twaalf voor mannen waarvan zeven voor amateurs en vijf voor profs.

## Medailles

### Professionals
| Onderdeel     | Goud                           | Goud                | Zilver | Zilver            | Brons | Brons                |
| ------------- | ------------------------------ | ------------------- | ------ | ----------------- | ----- | -------------------- |
| Sprint        | Duitse Democratische Republiek | Michael Hübner      | ITA    | Claudio Golinelli | AUS   | Stephen Pate         |
| Achtervolging | URS                            | Vjatsjeslav Jekimov | FRA    | Francis Moreau    | FRA   | Armand De Las Cuevas |
| Keirin        | Duitse Democratische Republiek | Michael Hübner      | BEL    | Michel Vaarten    | ITA   | Claudio Golinelli    |
| Puntenkoers   | FRA                            | Laurent Biondi      | DEN    | Michael Marcussen | AUS   | Danny Clark          |
| Stayeren      | ITA                            | Walter Brugna       | SUI    | Peter Steiger     | AUS   | Danny Clark          |

### Amateurs
| Onderdeel            | Goud                           | Goud                                                                | Zilver | Zilver                                                           | Brons                          | Brons                                                     |
| -------------------- | ------------------------------ | ------------------------------------------------------------------- | ------ | ---------------------------------------------------------------- | ------------------------------ | --------------------------------------------------------- |
| Sprint               | Duitse Democratische Republiek | Bill Huck                                                           | CAN    | Curtis Harnett                                                   | Duitse Democratische Republiek | Jens Fiedler                                              |
| Achtervolging        | URS                            | Jevgeni Berzin                                                      | URS    | Valeri Baturo                                                    | USA                            | Michael McCarthy                                          |
| Ploegenachtervolging | URS                            | Jevgeni Berzin Valeri Baturo Oleksandr Hontsjenkov Dmitri Neljoebin | FRG    | Michael Glöckner Stefan Steinweg Erik Weispfennig Andreas Walzer | AUS                            | Brett Aitken Stephen Mcglede Darren Winter Mark Kingsland |
| 1 km tijdrit         | URS                            | Aleksandr Kiritsjenko                                               | AUS    | Martin Vinnicombe                                                | Duitse Democratische Republiek | Jens Glücklich                                            |
| Puntenkoers          | AUS                            | Stephen McGlede                                                     | SUI    | Bruno Risi                                                       | DEN                            | Jan Bo Petersen                                           |
| Stayeren             | AUT                            | Roland Königshofer                                                  | ITA    | David Solari                                                     | SUI                            | Andrea Bellati                                            |
| Tandem               | ITA                            | Gianluca Capitano Federico Paris                                    | JPN    | Norihira Inamura Masaru Saito                                    | FRG                            | Uwe Buchtmann Markus Nagel                                |

### Vrouwen
| Onderdeel     | Goud | Goud                 | Zilver | Zilver                | Brons | Brons          |
| ------------- | ---- | -------------------- | ------ | --------------------- | ----- | -------------- |
| Sprint        | USA  | Connie Paraskevin    | USA    | Renee Duprel          | URS   | Rita Razmaitė  |
| Achtervolging | NED  | Leontien van Moorsel | NZL    | Madonna Harris        | SUI   | Barbara Ganz   |
| Puntenkoers   | NZL  | Karen Holliday       | URS    | Svetlana Samokhvalova | BEL   | Kristel Werckx |

### Medaillespiegel
| Plaats | Land                           | Goud | Zilver | Brons | Totaal |
| 1      | Sovjet-Unie                    | 4    | 2      | 1     | 7      |
| 2      | Duitse Democratische Republiek | 3    | 0      | 2     | 5      |
| 3      | Italië                         | 2    | 2      | 1     | 5      |
| 4      | Australië                      | 1    | 1      | 4     | 6      |
| 5      | Frankrijk                      | 1    | 1      | 1     | 3      |
| 5      | Verenigde Staten               | 1    | 1      | 1     | 3      |
| 7      | Nieuw-Zeeland                  | 1    | 1      | 0     | 2      |
| 8      | Nederland                      | 1    | 0      | 0     | 1      |
| 8      | Oostenrijk                     | 1    | 0      | 0     | 1      |
| 10     | Zwitserland                    | 0    | 2      | 2     | 4      |
| 11     | België                         | 0    | 1      | 1     | 2      |
| 11     | Denemarken                     | 0    | 1      | 1     | 2      |
| 11     | Bondsrepubliek Duitsland       | 0    | 1      | 1     | 2      |
| 14     | Canada                         | 0    | 1      | 0     | 1      |
| 14     | Japan                          | 0    | 1      | 0     | 1      |
| Totaal | Totaal                         | 15   | 15     | 15    | 45     |